# 堤裕介
堤 裕介（つつみ ゆうすけ、1991年10月3日 - ）は、日本の作曲家。東京都出身。

## 作品
特筆がない限り、音楽の担当。

### テレビドラマ
- 100万円の女たち（2017年、テレビ東京）
- 検証捜査（2017年、テレビ東京）
- 会社は学校じゃねぇんだよ（2018年、AbemaTV）
- 乃木坂シネマズ〜STORY of 46〜「街の子ら」（2019年、フジテレビ）
- アバランチ（2021年、関西テレビ）
- 会社は学校じゃねぇんだよ 新世代逆襲編（2021年、AbemaTV）
- 生き残った6人によると（2022年）撮影
- インフォーマ（2023年、関西テレビ）
- アナウンサーたちの戦争（2023年、NHK）
- Re:リベンジ-欲望の果てに-（2024年、フジテレビ）
- ハスリンボーイ（2024年、WOWOW）
- インフォーマ -闇を生きる獣たち-（2024年、AbemaTV）

### 映画
- 幻肢（2014年、ディーライツ）
- SLUM-POLIS（2015年、クロックワークス）
- 7s（2015年、ビーズインターナショナル）
- サブイボマスク（2016年、東映）
- 古都（2016年、DLE）
- 光と血（2017年、BABEL LABEL）
- 悪魔（2018年、TBSサービス）
- 文福茶釜（2018年、KATSU-do）
- デイアンドナイト（2019年、日活）
- チワワちゃん（2019年、KADOKAWA）※共同制作
- 燕 Yan（2020年、catpower）
- 昨日より赤く明日より青く-CINEMA FIGHTERS project-「真夜中のひとりたち」（2021年、LDH Pictures）
- 真夜中乙女戦争（2022年、KADOKAWA）音楽・撮影[2][3]
- Sleepless/米国音楽（2023年）
  - Sleepless：音楽・撮影、米国音楽：音楽
- 空の港のありがとう（2024年、成田空港地域映画製作委員会、吉本興業）[4]
- 劇場版 アナウンサーたちの戦争（2024年、NHK、ナカチカピクチャーズ）

### ミュージックビデオ
- BOMI「Y.O.U」（2015年）色調調整
- 溶けない名前「カルピスちゃん」（2015年）撮影・色調調整
- 溶けない名前「感じる計算機、二十一歳」（2015年）撮影・監督
- ディーン・フジオカ「Maybe Tomorrow」（2019年）撮影[5]
- programcolor「Window Light」（2019年）撮影・監督
- 貉幼稚園「理想の人」（2021年）撮影・監督
- ASP「SAKEBE」（2021年）撮影
- Rihwa「Wisdom」（2022年）撮影
- Rihwa「Hey Ho Hey」（2023年）撮影
- Rihwa「Primary」（2024年）撮影
- Rihwa「ただ」（2024年）撮影・監督
- Rihwa「Moving On」（2024年）撮影・監督